# Cassani 40 HP
Pour les articles homonymes, voir Cassani.

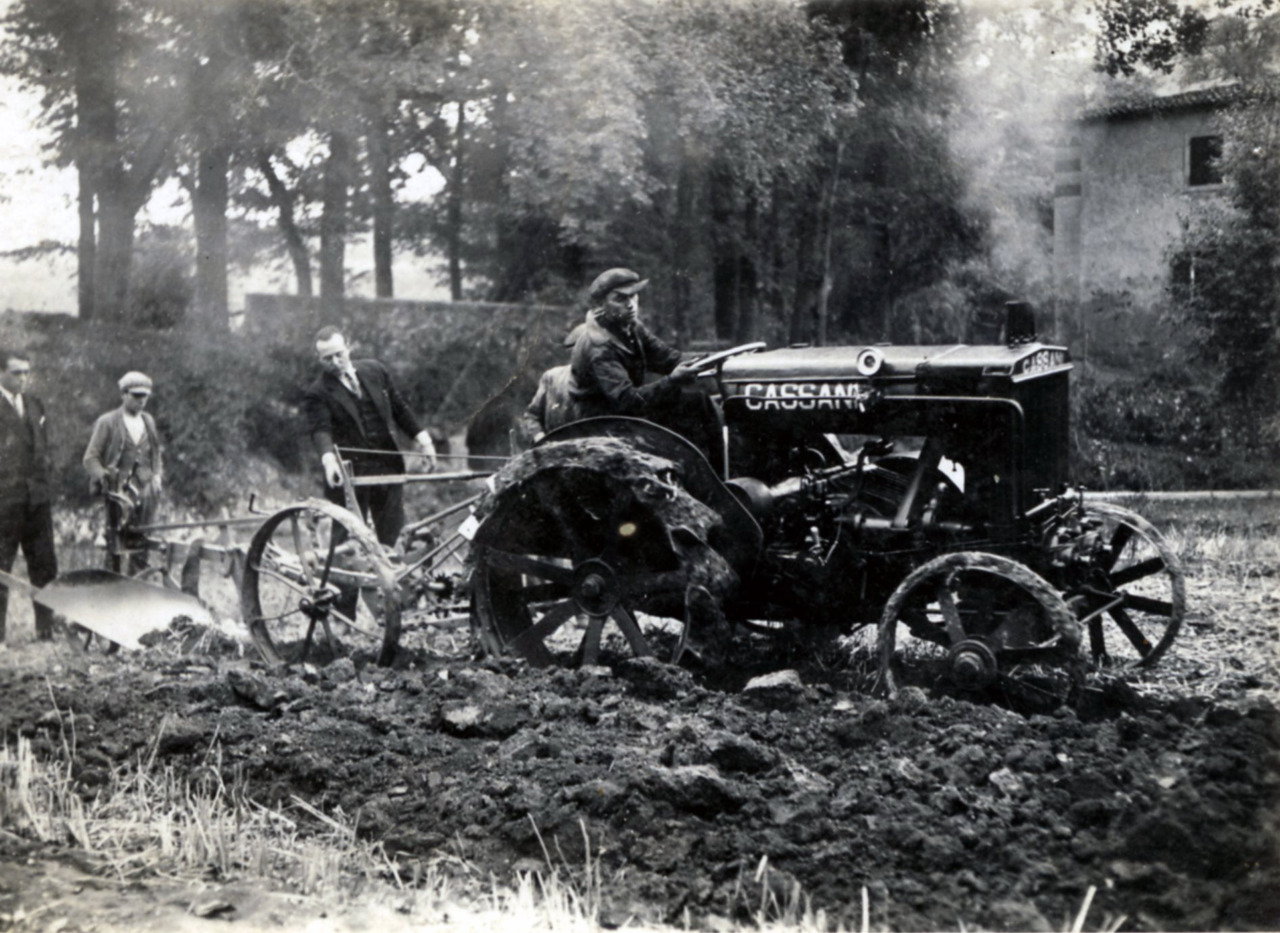
Tracteur Cassani 40 HP au travail (1928)

Le Cassani 40 HP est le premier tracteur agricole au monde équipé d'un moteur diesel. Ce tracteur révolutionnaire était l'œuvre des frères Cassani et fabriqué dans leur atelier artisanal qui deviendra, en 1942, la société italienne SAME. Ce tracteur, présenté en 1927, a été fabriqué jusqu'en 1931 sans grande modification.
Il dispose d'un moteur diesel SAME  bicylindre horizontaux (180 x 250 mm) de 12.723 cm3 de cylindrée, à injection indirecte, refroidi par eau développant une puissance de 40 Ch au régime de 550 tours par minute.
Il dispose d'une boîte de vitesses comprenant 3 rapports avant et une marche arrière lui autorisant une vitesse minimale de 2,48 km/h et maximale de 15,0 km/h. Il dispose d'une prise de force latérale.
Ce modèle n'est disponible qu'en version simple traction.
Ses dimensions sont assez réduites : longueur : 2.760 mm, largeur : 1.640 mm, hauteur : 1.550 mm, empattement : 1.640 mm, garde au sol : 360 mm. Son poids à vide est de 2.200 kg.